# 酒井直隆
酒井 直隆（さかい なおたか）は、江戸時代中期の武士。出羽庄内藩一門家老。酒井奥之助家第2代。出羽松山藩3代藩主酒井忠休の実父。

## 経歴
天和元年（1681年）、庄内藩番頭酒井重秋の四男として生まれる。初名は重俊。父重秋は、藩祖酒井家次の五男で5000石の旗本であった了次の嫡子忠崇の子で、宗家の家臣となっていた。
貞享4年（1687年）、父の家督と知行300石を相続。元禄13年（1700年）、庄内藩初代藩主酒井忠勝六男忠直の遺跡を相続。直隆と改名して1000石を知行し家老となり藩主忠真に仕える。
享保5年（1720年）死去。享年40。家督は嫡男直通が相続し、享保15年（1730年）、死去。その跡を実弟直豫が相続。直豫は、享保17年（1732年）、出羽松山藩2代藩主酒井忠予の養子として迎えられ、家督を相続し3代藩主忠休となったため、酒井奥之助家の家督は、直隆の実弟重一の長男直恭が相続した。酒井奥之助家は、了次の子孫の酒井吉之允（玄蕃）家と並んで「両敬家」と呼ばれ藩内で重きを成した。